# Paris-Lodronscher Sekundogeniturpalast

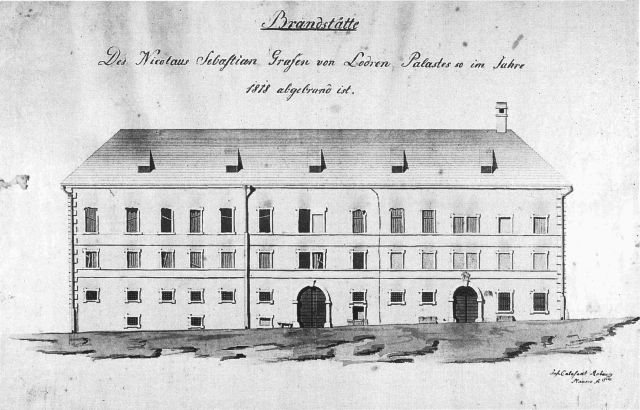
Sekundogeniturpalast nach einer Zeichnung von 1818 von dem Maurermeister Josef Calafant Roban

Der Paris-Lodronsche Sekundogeniturpalast wurde im 17. Jahrhundert errichtet und ist der heute nur mehr in Resten existierende Vorgängerbau eines von dem Architekten Paul Geppert (1875–1965) geplanten Bauwerkes auf dem Mirabellplatz in Salzburg, Mirabellplatz 7 und 8. Das Haus gehört zum UNESCO-Welterbe Historisches Zentrum der Stadt Salzburg.

## Geschichte

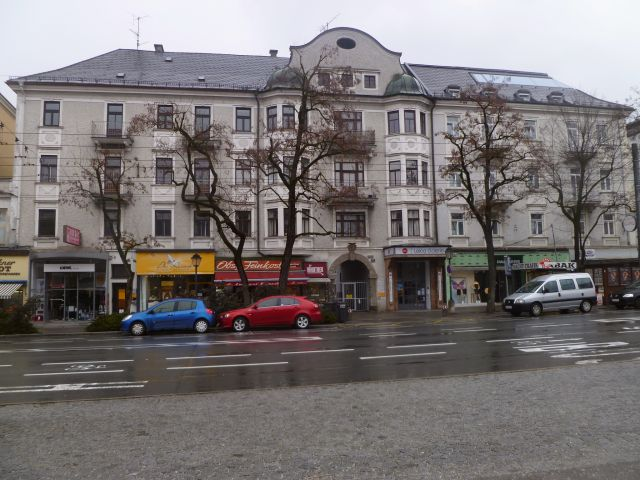
Heutiges Aussehen nach dem Umbau von 1908

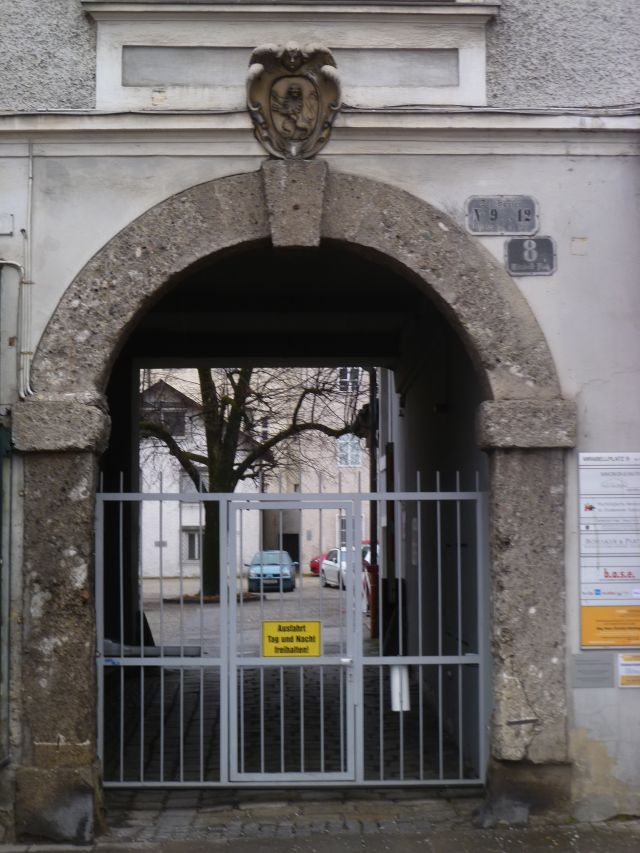
Eingangstor mit dem Wappen von Paris Lodron

Nachdem Fürsterzbischof Paris Lodron 1632 das Schallmoos und das Itzlinger Moos trockengelegt und die Stadtmauer in östliche Richtung verlegt hatte, war im Bereich des heutigen Andräviertel ein großes unbebautes Areal entstanden, wobei es sich als schwierig erwies, diese Neustadt zu besiedeln. Deshalb entschloss sich der Erzbischof, seine eigene Familie dort anzusiedeln. 1643 übergab er an seinen Bruder Christoph von Lodron einen Teil des Geländes als Primogenitur-Fideikommiss. Daneben stiftete er eine Sekundogenitur für seine Schwestern Barbara Gräfin Liechtenstein und Eleonore Gräfin Spaun. Für diese ließ er den Sekundogeniturpalast errichten. Dies war ein dreigeschoßiger Bau mit zwei Eingangstoren, einem rückwärtigen Garten und zwei weiteren Gebäude für Verwalter und Dienerschaft.
Dieser ehemalige Wohnsitz der zweiten Linie der Familie Lodron fiel dem Stadtbrand von 1818 zum Opfer. Die Brandruine ist lange Zeit nicht beseitigt worden, so wird 1848 noch von den Ruinen des Sekundogeniturpalastes berichtet.
Aus der Ruine wurde dann der Gasthof zum Krebsen, später Zum roten Krebs. Dieses Lokal mit Schanigarten entwickelte sich zu einem beliebten Treffpunkt von Künstlern und Literaten (z. B. Georg Trakl).
1908 wurde das Haus durch Paul Geppert d. Ä. im Auftrag von Carl Melms vollständig umgebaut, wobei Elemente des Jugendstils in die Fassadengestaltung eingingen. 1938 zog hier das Meldeamt der deutschen Wehrmacht ein. Nach dem Zweiten Weltkrieg wurde das Hotel verkleinert und schließlich ganz geschlossen.
Heute sind hier eine Reihe von Einzelgeschäften und auch ein Vier-Sterne-Boutiquehotel in dem Gebäude untergebracht. Im Untergeschoß erinnert noch das Restaurant Zum Krebsenkeller an die jüngere Vergangenheit.
Auf den Sekundogeniturpalast weist noch ein Einfahrtstor in den Innenhof hin, das von dem Wappen Paris Lodrons gekrönt wird.